# Chairallāh Talfāh

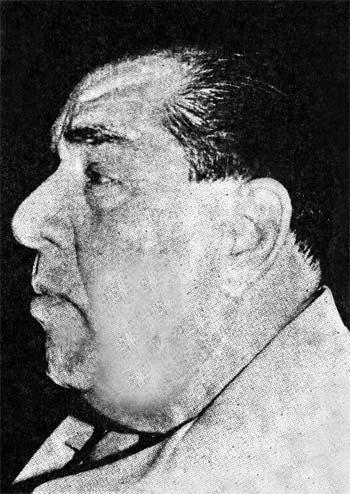
Chair Allah Talfah

Chairallāh Talfāh, bzw. Tulfah, (arabisch خير الله طلفاح, DMG Ḫair Allāh Ṭalfāḥ, auch Khairallah; * 1910 in al-Audscha; † 1993) war der Onkel Saddam Husseins und Offizier einer irakischen Einheit, die 1941 am Militärputsch gegen den Regenten Abd ul-Ilah beteiligt war. Die „graue Eminenz“ des Takriti-Clans, wie Yahia schreibt, um den sich alles drehte. Nach dem Ausscheiden aus der Armee hielt er seinen Clan mit Straßenraub und Handelsgeschäften über Wasser.
1955 übersiedelte er nach Bagdad, wie die Mehrzahl des Takriti-Clans. Talfahs älteste Tochter, Sadschida Talfah, heiratete 1963 in einer arrangierten Ehe Saddam Hussein, der ab seinem 9. Lebensjahr von seinem Onkel erzogen wurde. 
Unter Saddam Hussein wurde Talfah Gouverneur von Bagdad. Sein Sohn Adnan Chairallah, unter Saddam Verteidigungsminister, kam 1989 bei einem möglicherweise fingierten Hubschrauberabsturz ums Leben.
Udai Hussein veröffentlichte 1989 als Informationsminister die Pamphlete seines Großvaters mit dem Titel: „Drei Dinge, die Gott nicht hätte erschaffen sollen: Perser, Juden und Schmeißfliegen.“